# Bruce Chatwin
Charles Bruce Chatwin (Sheffield, 13 maggio 1940 – Nizza, 18 gennaio 1989) è stato uno scrittore e viaggiatore britannico, autore di racconti di viaggio e romanzi.

## Biografia
Chatwin nacque a Sheffield (all'epoca Yorkshire) nel 1940.
Frequentò il Marlborough College nel Wiltshire.
Nel 1958, iniziò a lavorare per la prestigiosa casa d'aste londinese Sotheby's.
Grazie alla sua brillantezza e sensibilità in materia di percezione visiva, ne divenne presto l'esperto impressionista.
All'età di ventisei anni abbandonò il suo lavoro.
Chatwin cominciò quindi a interessarsi di archeologia e si iscrisse all'Università di Edimburgo, che frequentò per diversi anni, pagando le rette e mantenendosi con la compravendita di dipinti. Viaggiò in Afghanistan, in compagnia di Peter Levi (1969), e Africa, dove sviluppò un forte interesse per i nomadi e il loro distacco dalle proprietà personali. Nel 1973 fu assunto dal Sunday Times Magazine come consulente di arte e architettura. Il suo rapporto di lavoro con la rivista contribuì a sviluppare il suo talento narrativo e gli permise di compiere numerosi viaggi, dandogli la possibilità di scrivere degli immigrati algerini e della Grande muraglia cinese, di intervistare personaggi come André Malraux in Francia e Nadežda Mandel'štam nell'Unione Sovietica.
Chatwin intervistò anche l'architetto novantatreenne Eileen Gray nel suo studio di Parigi e fu lì che ebbe modo di notare una mappa della Patagonia che lei aveva dipinto. "Ho sempre desiderato andarci" le disse Bruce. "Anche io" rispose lei. "Ci vada, al posto mio". Lui partì quasi immediatamente per il Sud America e appena arrivato a destinazione ne diede l'annuncio, insieme alle proprie dimissioni, al giornale, con un telegramma: "Sono andato in Patagonia". Passò sei mesi in Patagonia e il risultato di questa esperienza fu il libro, presto divenuto di culto, In Patagonia (1977), che consacrò la sua fama di scrittore di viaggi. 
Con grande sorpresa di molti tra i suoi amici, all'età di venticinque anni Chatwin sposò Elizabeth Chanler, conosciuta da Sotheby's. Non ebbero figli e, dopo quindici anni di matrimonio, lei chiese la separazione e vendettero la loro fattoria nel Gloucestershire. Comunque, poco prima della prematura morte di Bruce, giunsero a una riconciliazione.
Verso la fine degli anni ottanta Chatwin si ammalò di AIDS. Tenne nascosta la sua malattia, facendo credere che i sintomi fossero causati da un'infezione provocata da un fungo della pelle o dal morso di un pipistrello cinese. Non rispose positivamente alla terapia con l'AZT, così lui e la moglie andarono a vivere nel sud della Francia, dove trascorse gli ultimi mesi della sua vita su una sedia a rotelle. Morì a Nizza nel 1989, all'età di 48 anni. Un servizio commemorativo si tenne presso la chiesa greco-ortodossa di Santa Sofia a West London il 14 febbraio 1989. Salman Rushdie, un caro amico di Chatwin, partecipò al servizio, così come anche Paul Theroux, che lo commentò su Granta. Il romanziere Martin Amis descrisse la commemorazione nel saggio "Salman Rushdie", incluso nella sua antologia Visiting Mrs Nabokov.

## Le opere e lo stile narrativo
Le opere più recenti comprendono uno studio sulla tratta degli schiavi, formalizzato nel romanzo Il viceré di Ouidah, per il quale si recò a Ouidah, un vecchio villaggio di schiavi in Africa sede del forte di São João Baptista de Ajudá e poi a Bahia, in Brasile, dove gli schiavi venivano venduti. Da questo libro Werner Herzog trasse l'ispirazione per il film Cobra Verde.
Per quanto riguarda Le vie dei canti, Chatwin andò in Australia per lavorare sulla tesi secondo la quale i canti degli aborigeni sarebbero un incrocio tra una leggenda sulla creazione, un atlante e la storia personale di un aborigeno in particolare. In Che ci faccio qui? (1989) raccoglie diverse esperienze a contatto di persone incontrate nel corso della sua vita, come Indira Gandhi o Ernst Jünger. Utz, la sua ultima opera, è un racconto di fantasia sull'ossessione che porta gli uomini a collezionare oggetti. La storia si svolge a Praga, e ruota intorno a un uomo che ha una passione particolare per gli oggetti in porcellana.
Chatwin è conosciuto per il suo stile essenziale, lapidario e la sua innata abilità di narratore di storie. È stato, comunque, anche molto criticato per gli aneddoti fantasiosi che attribuiva a persone, posti e fatti reali. Spesso, le persone di cui scriveva si riconoscevano nelle sue storie e non sempre apprezzavano le distorsioni da lui effettuate nei confronti della loro cultura e delle loro abitudini. Per esempio, alcuni degli aborigeni descritti in Le vie dei canti si sentirono traditi e tennero a specificare che lui non aveva trascorso poi molto tempo con loro. Lo stesso Howard Hodgkin affermò che il libro che Chatwin aveva scritto su di lui non era accurato.

## Chatwin nel cinema
Il regista Werner Herzog si è ispirato al romanzo Il viceré di Ouidah nel film Cobra Verde interpretato da Klaus Kinski. Lo stesso regista ha poi realizzato nel 2019 un documentario sullo scrittore dal titolo Nomad - In cammino con Bruce Chatwin (Nomad: In the Footsteps of Bruce Chatwin). 

## Opere
- In Patagonia, 1977
- Il viceré di Ouidah (The Viceroy of Ouidah), 1980
- Sulla collina nera (On The Black Hill), 1982, vincitore del James Tait Black Memorial Prize
- Ritorno in Patagonia (Patagonia Revisited) con Paul Theroux, 1986
- Le vie dei canti (The Songlines), 1987
- Utz, 1988
- Che ci faccio qui? (What Am I Doing Here), 1989
- L'occhio assoluto. Fotografie e Taccuini (Photographs and Notebooks), trad. Clara Morena, Fuori Collana, Adelphi, Milano, 1993, ISBN 978-88-459-2310-4.
- Anatomia dell'irrequietezza (Anatomy of Restlessness, 1996), 1996
- Sentieri tortuosi. Bruce Chatwin fotografo (Winding Paths), a cura di Roberto Calasso, Fuori Collana, Adelphi, Milano, 1998, ISBN 978-88-459-1380-8.
- L'alternativa nomade. Lettere 1948-1989 (Under The Sun. The Letters of Bruce Chatwin. Selected and Edited by Elisabeth Chatwin and Nicholas Shakespeare, Viking Press, London, 2010), trad. Mariagrazia Ciani, La Collana dei casi, Adelphi, Milano, 2013, ISBN 978-88-459-2828-4.